# Johann Adam Schall von Bell
Johann Adam Schall von Bell (Colonia, 1º maggio 1591 – Pechino, 15 agosto 1666) è stato un gesuita tedesco.

## Biografia
Nato il 1º maggio 1591 a Colonia, studiò dapprima in patria e, dal 1608, a Roma, nel Collegio Germanico-Ungarico. Nel 1611 entrò nella Compagnia di Gesù. A sua richiesta, fu mandato nelle missioni nel 1617, appena ordinato sacerdote. Destinato alla Cina, arrivò a Macao nel 1619, e a Pechino all'inizio del 1623. Vi dimorò sino alla morte (eccetto tre anni, 1627-1630, passati a Singan-fu nello Shen si), esercitandovi la sua opera di missionario, grazie all'incarico di astronomo presso la corte imperiale.
Salito a grande autorità presso l'imperatore Chongzhen, l'ultimo dei Ming, fu travolto in conseguenza della caduta di questa dinastia (1644), ma riuscì a salvare dalla rovina la missione di Pechino. Di nuovo in favore sotto la dinastia Manciù, fu nominato direttore dell'ufficio astronomico e mandarino di prima classe, e trattato con grande familiarità dall'imperatore Shunzhi. Dopo la morte di questo (1661), perseguitato dall'invidia dell'astronomo musulmano Yang Guangxian, fu processato insieme con altri e condannato a morte. Ma alcuni fenomeni straordinarî (tra i quali l'apparizione d'una cometa e un terremoto) accaduti subito dopo l'emanazione della sentenza (aprile 1665) e interpretati dai cinesi come segni della collera del cielo, lo salvarono.
Morì a Pechino nel 1666. Dopo la sua morte fu riabilitato, nel 1669, dall'imperatore Kangxi.
L'opera di divulgazione scientifica nelle matematiche e nell'astronomia (insieme con il confratello milanese Giacomo Rho, dal 1630 al 1638, poi da solo) e la diffusione dell'annuncio evangelico presso i cinesi procedettero parallelamente: infatti l'evangelizzazione fu permessa in quanto l'opera di T'ang Io-wang (nome cinese di padre Schall) fu necessaria ai fini dell'esattezza della compilazione del calendario.